# Passiflora aimae
Passiflora aimae Annonay & Feuillet – gatunek rośliny z rodziny męczennicowatych (Passifloraceae Juss. ex Kunth in Humb.). Występuje endemicznie w Gujanie Francuskiej.

## Morfologia
PokrójZdrewniałe, trwałe, owłosione liany.
LiścieBlaszka liściowa ma elipsoidalny lub podłużnie owalny kształt. Nasada liścia jest prawie sercowata. Mają 8–15 cm długości oraz 3–8 cm szerokości. Brzegi są karbowane. Wierzchołek jest spiczasty. Ogonek liściowy jest owłosiony i ma długość 20 mm. Przylistki są liniowe lub trójkątne, mają 5 mm długości.
KwiatyPojedyncze. Działki kielicha są podłużne, czerwone, mają 4–4,5 cm długości. Płatki są lancetowate, czerwone, mają 4 cm długości. Przykoronek ułożony jest w dwóch rzędach, biało-czerwonawy, ma 5–7 mm długości.